# Ліньовська сільська рада (Смоленський район)
Ліньо́вська сільська рада (рос. Линёвский сельский совет) — сільське поселення у складі Смоленського району Алтайського краю Росії.
Адміністративний центр — селище Ліньовський.

## Населення
Населення — 1556 осіб (2019; 1822 в 2010, 1993 у 2002).

## Склад
До складу сільської ради входять:
| Населений пункт     | Населення, осіб (2002) | Населення, осіб (2010) |
| ------------------- | ---------------------- | ---------------------- |
| Зарічний, селище    | 211                    | 193                    |
| Ліньовський, селище | 1259                   | 1162                   |
| Набережний, селище  | 257                    | 221                    |
| Піщане, село        | 266                    | 246                    |